# 弗克埃尼鄉
44°34′12″N 27°54′00″E / 44.57000°N 27.90000°E
弗克埃尼鄉（羅馬尼亞語：Comuna Făcăeni, Ialomița），是羅馬尼亞的鄉份，位於該國南部，由雅洛米察縣負責管轄，面積238平方公里，海拔高度18米，2007年人口5,739，人口密度每平方公里24人。